# John Durbin
John Durbin (né John Jackson à Council Bluffs en Iowa) est un acteur américain.

## Filmographie

### Cinéma
- 1985 : Le Retour des morts-vivants : Un mort-vivant
- 1988 : Brothers in Arms : Henry
- 1989 : Danger Zone II : Skunk
- 1989 : Checking Out de  David Leland :  Spencer Gillinger
- 1989 : Mutant on the Bounty : Manny
- 1993 : Drôles de fantômes : Stage Manager
- 1993 : Mr. Jones : un patient
- 1999 : Chevauchée avec le diable (Ride with the Devil) d'Ang Lee : Skaggs
- 2001 : Vampire World : Boudreaux
- 2005 : Take Out : Hershel Kammer
- 2007 : American Zombie :  Howl
- 2009 : Redemption: A Mile from Hell :  le docteur

### Télévision
- 1986 : Clair de lune : Doug's Other Henchman
- 1986 : Annihilator, le destructeur : Trucker
- 1986 : L'Agence tous risques : Ramon Soulay
- 1986 : Mike Hammer : Druggie
- 1986 : Rick Hunter : Kirschbaum
- 1987 : Les Incorruptibles de Chicago :  Accountant
- 1988 : Génération Pub : Mister Squeeze Auditioner
- 1988 : Max Headroom : Dragul
- 1990 : Going Places  : la Mort
- 1991 : La Signature de l'assassin :
- 1991 : Docteur Doogie : la Mort
- 1992 : Star Trek : La Nouvelle Génération : Gul Lemec / Ssestar
- 1993 : Harcèlement fatal : Lawrence Kane
- 1993 : Les Soldats de l'espérance : 6e homme
- 1995 : Melrose Place : Mark Paul
- 1996 : Disparue dans la nuit : Psychic
- 1997 : Star Trek: Deep Space Nine : Traidy
- 1997 : Shining : Horace Derwent
- 1998 : De mères en filles (A Will of Their Own) : Sweatshop Foreman
- 2000 : Providence :  Shopkeeper
- 2000 : Les Associées : Thin Man
- 2000 : Star Trek: Voyager : Alien Miner
- 2001 : Angel : Dr Fetvanovich
- 2002 : Sabrina, l'apprentie sorcière : Ed